# Jon Landau (Manager)

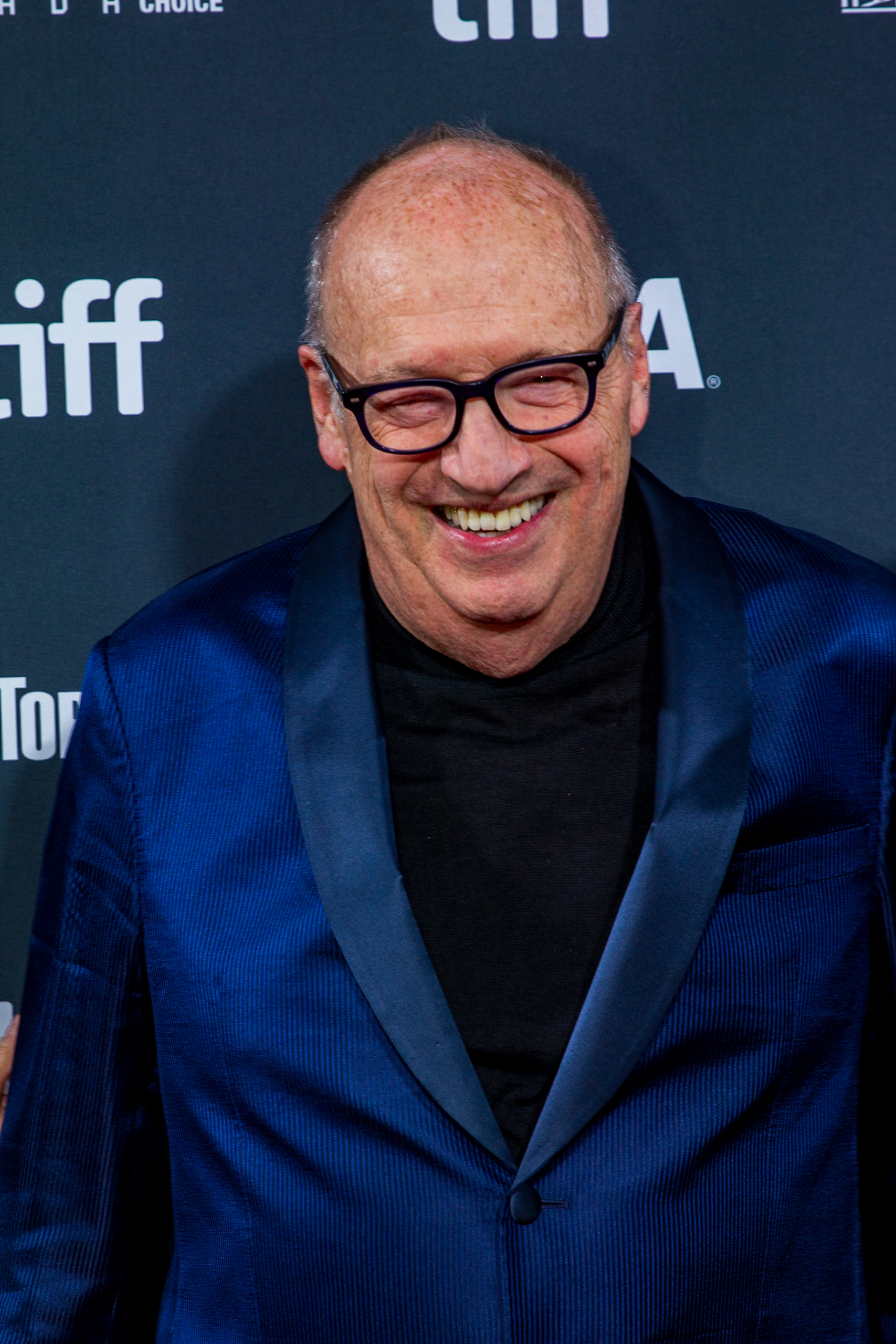
Jon Landau (2024)

Jon Landau (* 14. Mai 1947 in New York City) ist ein US-amerikanischer Musikkritiker, Plattenproduzent und Musikmanager. Bekannt wurde er insbesondere als Manager und Produzent von Bruce Springsteen. Er ist auch Vorsitzender des Nominierungskomitees für die Rock and Roll Hall of Fame.
Seine Arbeit als Kritiker begann er in der ersten Ausgabe des Magazins Rolling Stone 1967. Er verglich Jimi Hendrix’ Are You Experienced mit dem Debütalbum von Cream, Fresh Cream. Er widmete sich in seiner Kritikerarbeit aber auch dem R & B bzw. Soul mit Artikeln über Aretha Franklin und Sam & Dave sowie einer posthumen Würdigung von Otis Redding.
Nachdem er Springsteen im Harvard Square Theater in Cambridge gesehen hatte, schrieb er 1974 in einem Artikel für The Real Paper: „Ich habe die Zukunft des Rock ’n Roll gesehen und ihr Name ist Bruce Springsteen.“ Springsteen und seine Band traten an jenem Abend – dem 9. Mai 1974 – als Vorgruppe für Bonnie Raitt auf. Der Artikel war der Beginn einer langjährigen Zusammenarbeit. Landau wurde Springsteens Manager und ab Born to Run bis Human Touch und Lucky Town auch sein Co-Produzent.
Neben Springsteen managt er weitere Acts wie Livingston Taylor, Jackson Browne, Natalie Merchant, Alejandro Escovedo und Shania Twain.